# Bab Doukkala
Bab Doukkala (en árabe: باب دكالة, literalmente 'Puerta de Dukkala') es la principal puerta noroeste de la medina de Marrakech, Marruecos.

## Descripción
La puerta data de alrededor del año 1126 d. C., cuando el emir almorávide Alí ben Yusuf construyó las primeras murallas de la ciudad. Doukkala, era a la vez una tribu bereber y una región entre Marrakech y Casablanca hoy. A diferencia de muchas otras puertas de la ciudad, no ha sufrido grandes modificaciones (al menos en su planta) y conserva el sofisticado diseño original de entrada en curva de la época almorávide. El pasaje dentro de la puerta se curva en un ángulo recto dos veces: uno entra desde el oeste, gira hacia el sur, luego gira hacia el este antes de salir a la ciudad. Hoy la puerta está flanqueada por otras sencillas aberturas en la muralla para facilitar la circulación.[cita requerida]

## Galería

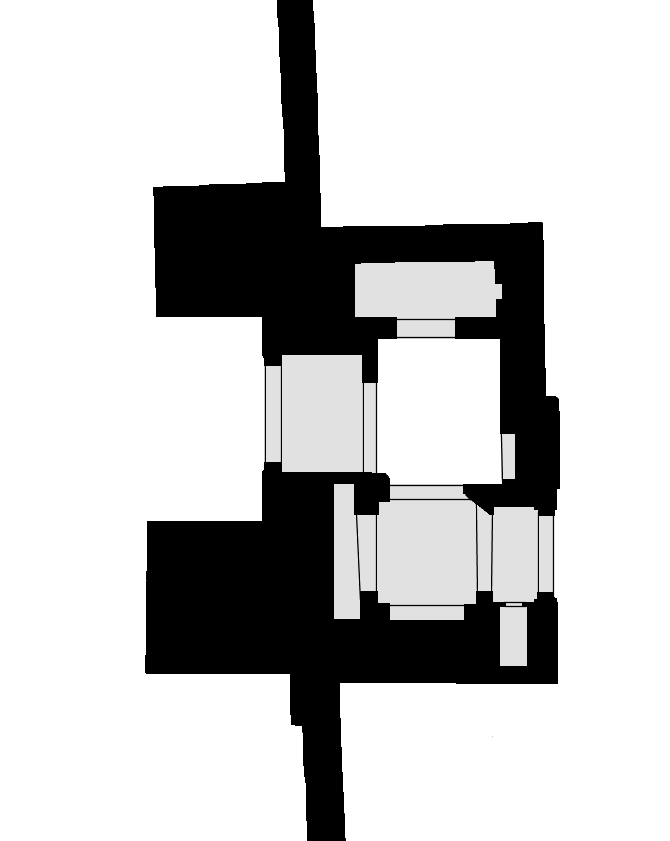
Plano de planta de la Bab Doukkala (las áreas sombreadas en gris claro indican áreas techadas dentro de la puerta).
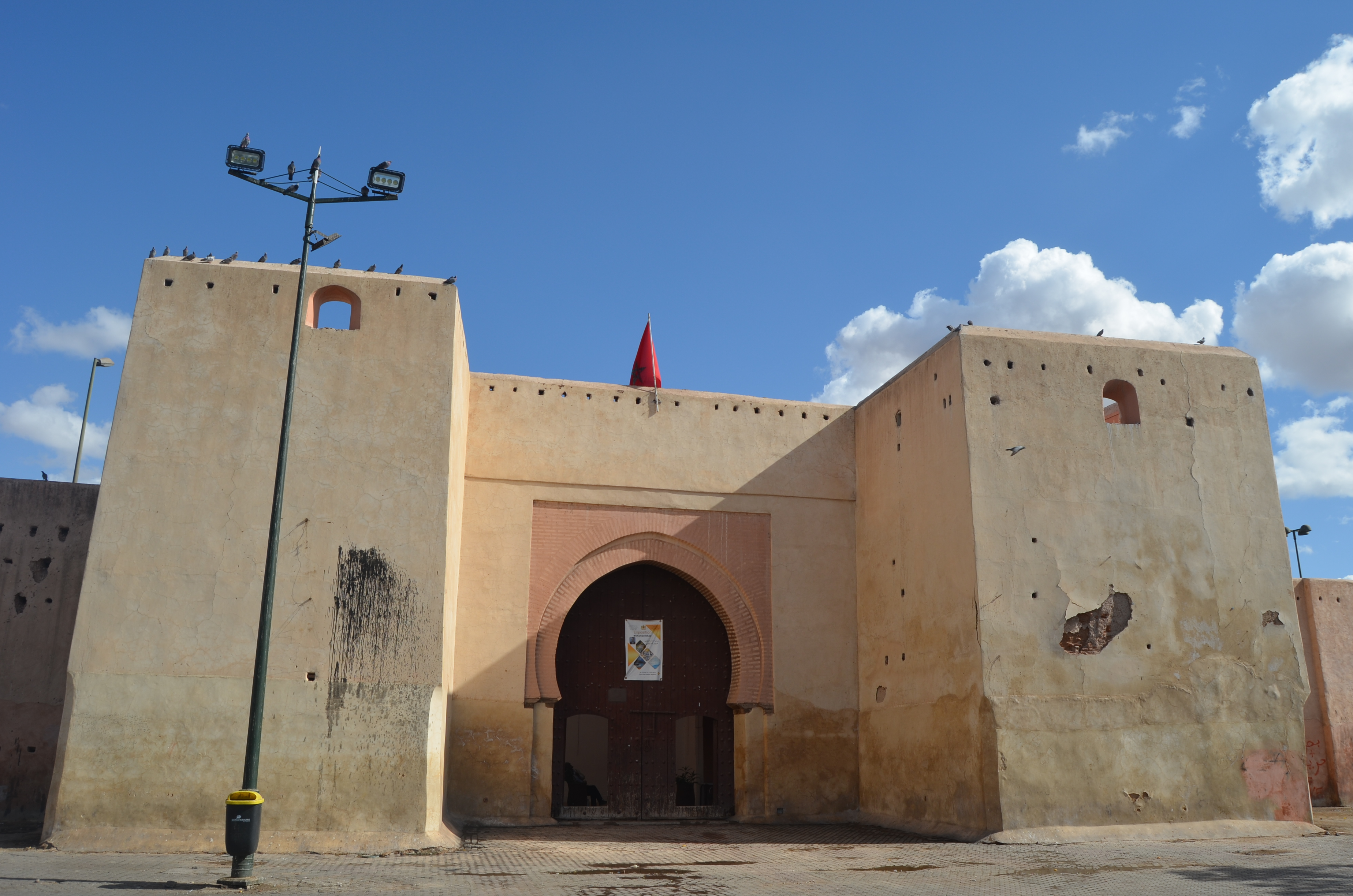
Fachada exterior (occidental) de Bab Doukkala.
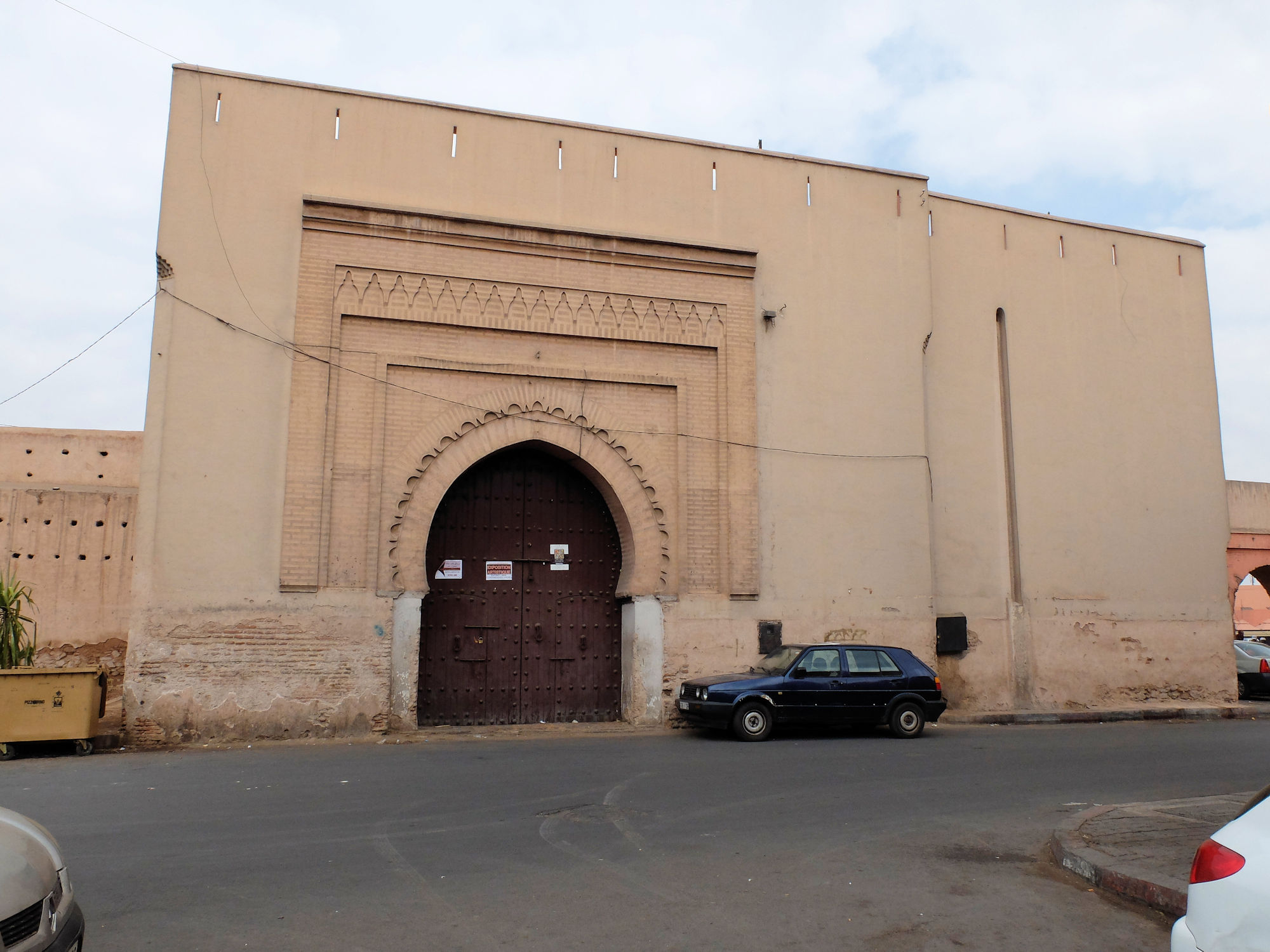
Fachada interior (oriental) de Bab Doukkala.